# Хосе Антонио Примо де Ривера
Хосе́ Анто́нио При́мо де Риве́ра и Са́нс де Ири́дия (на испански: José Antonio Primo de Rivera y Sáenz de Heredia) е виден испански политик от началото на 20 век и учредител на Испанската фаланга. Син на Мигел Примо де Ривера.
Привърженик на корпоратизма, де Ривера изповядва антикомунизъм. Хосе Антонио Примо де Ривера е автор на фалангисткия химн „С лице към слънцето“ (на испански: Cara al Sol).
След вземане на властта в Испания от "Народния фронт" де Ривера е арестуван, вкаран в затвора и осъден от "Народния съд" на смърт за въоръжен метеж и 3 дни след издаване на присъдата тя е изпълнена.
На лобното място на Хосе Антонио Примо де Ривера днес се издига огромен християнски кръст.
|  | Тази страница частично или изцяло представлява превод на страницата „Примо де Ривера, Хосе Антонио“ в Уикипедия на руски. Оригиналният текст, както и този превод, са защитени от Лиценза „Криейтив Комънс – Признание – Споделяне на споделеното“, а за съдържание, създадено преди юни 2009 година – от Лиценза за свободна документация на ГНУ. Прегледайте историята на редакциите на оригиналната страница, както и на преводната страница, за да видите списъка на съавторите. ВАЖНО: Този шаблон се отнася единствено до авторските права върху съдържанието на статията. Добавянето му не отменя изискването да се посочват конкретни източници на твърденията, които да бъдат благонадеждни. |